# Ils n'ont pas choisi
Pour plus de détails, voir Fiche technique et Distribution.
Ils n'ont pas choisi est un documentaire burkinabé réalisé par Youlouka Damiba et Gideon Vink et sorti en 2019.

## Synopsis
Deux réalisateurs du Burkina Faso enquêtent sur l'homosexualité dans trois pays : le Cameroun, la Côte d'Ivoire et le Sénégal. Ils recueillent les témoignages d'avocats des droits humains, de militants LGBT, de chefs religieux et de sportifs.

## Fiche technique
- Titre : Ils n'ont pas choisi
- Réalisation : Youlouka Damiba et Gideon Vink
- Scénario :
- Photographie :
- Son :
- Montage :
- Langue : français
- Production : Gilles Fotso
- Durée :  52 minutes
- Date de sortie : France - 16 novembre 2019 Chéries-Chéris

## Distinctions

### Récompenses
- Vues d'Afrique 2020 : Prix droits de la personne - décerné par le Centre international de documentation et d’information haïtienne, caribéenne et afro-canadienne (CIDIHCA)[2],[3] et mention spéciale du jury dans la catégorie Moyen métrage documentaire[4]

### Sélections
- Chéries-Chéris 2019[5]
- Festival du film et forum international sur les droits humains de Genève 2019[6]
- Vues d'Afrique 2020[3]
- Festival PanAfrica international 2020[7]